# Holoparamecus aelleni
Holoparamecus aelleni is een keversoort uit de familie zwamkevers (Endomychidae). De wetenschappelijke naam van de soort werd in 1988 gepubliceerd door Wolfgang H. Rücker.